# 成亮澄
劉奕（1985年3月24日—），台灣男演員，業餘為瑜珈老師，2020年更改藝名為劉奕。

## 作品

### 唱片
- 2011年發行同名專輯『HERO』
- 2014年發行ICE MAN『愛在一起』專輯
- 2016年發行第二張專輯『I GOT YOU』

### 電視劇
| 年份   | 電視台     | 劇名                            | 角色   |
| ------ | ---------- | ------------------------------- | ------ |
| 2012年 | 三立台灣台 | 阿爸的願望                      | 阿德   |
| 2014年 | 三立台灣台 | 戲說台灣-雄牛鬥崁穴             | 方漢文 |
| 2016年 | 八大第一台 | 命運交叉路 第九單元：魯蛇的錢途 | 鄧英雄 |
| 2017年 | 民視       | 幸福來了                        | 白鯧   |
| 2018年 | 民視       | 實習醫師鬥格                    | 柯提斯 |
| 2018年 | 民視       | 大時代                          | 英俊   |
| 2020年 | 大愛       | 我家的美好時光                  | 小李   |
| 2021年 | 大愛       | 觀音對我笑                      | 謝明學 |
| 2022年 | 民視       | 市井豪門                        | ANDY   |

## 電影
| 上映年份 | 電影名稱   | 飾演 | 導演   |
| 2015年   | 百味人生   | 李翔 | 黃玉珊 |
| 2015年   | 人生按個讚 | 阿力 | 吳震亞 |

### 主持
- 2014年中天娛樂台 冰冰週記在地故事(助理主持)
- 2018年民視《GOGO捷運》

## 外部連結
- 成亮澄的Facebook專頁